# بسكويت ماري
بسكويت ماري هو نوع من البسكويت يشبه بسكويت الشاي الغني . ومن المعروف أيضًا (في لغات مختلفة) باسم ماريا ، وماريبون ، وماريتا ، من بين أسماء أخرى.

## وصف
تكون البسكويتة دائرية الشكل وعادة ما يكون اسمها منقوشًا على سطحها العلوي، كما تكون حوافها منقوشة أيضًا بتصميم معقد. يتم تصنيعه من دقيق القمح والسكر وزيت النخيل أو زيت بذور عباد الشمس ، وعلى عكس بسكويت الشاي الغني، فإنه عادة ما يكون بنكهة الفانيليا .

## تاريخ
تم إنشاء بسكويت ماري بواسطة مخبز بيك فريانس في لندن في عام 1874 لإحياء ذكرى زواج الدوقة الكبرى ماريا ألكسندروفنا من روسيا من دوق إدنبرة . أصبحت شعبية في جميع أنحاء أوروبا، وخاصة في البرتغال وإسبانيا حيث أصبحت البسكويت بعد الحرب الأهلية رمزًا للانتعاش الاقتصادي للبلاد بعد أن أنتجت المخابز كميات كبيرة لاستهلاك فائض القمح. أصبحت بسكويت ماري مشهورة في جنوب أفريقيا بعد أن دخلت الإنتاج بواسطة شركة Bakers Biscuits في عام 1898.

## استهلاك

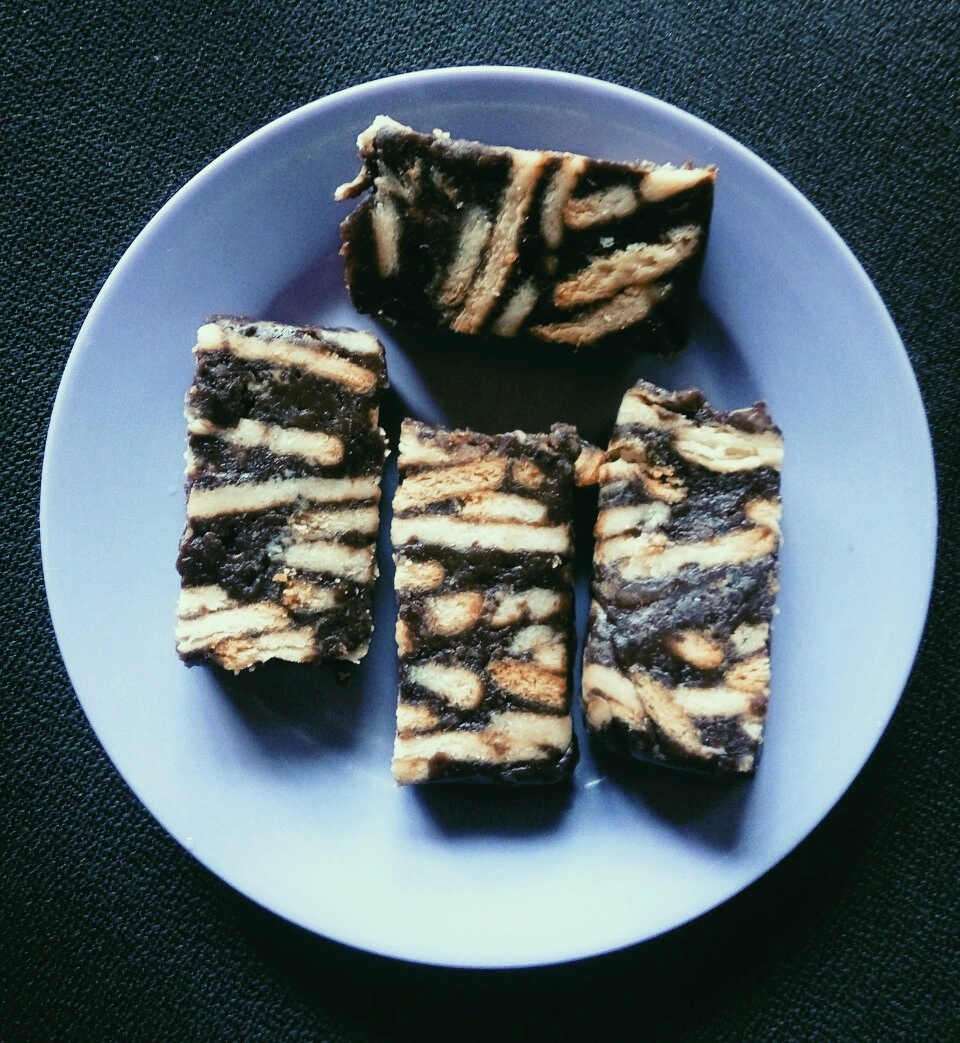
تستخدم بسكويت ماري في صنع كعكة الباتيك ، وهو نوع من كعكة الشوكولاتة (تشبه شريحة القنفذ) المشهورة في ماليزيا وبروناي.

يعتقد الكثيرون أن النكهة البسيطة لبسكويت ماريز تجعلها، مثل بسكويت الشاي الغني، مناسبة بشكل خاص للتغميس في الشاي . تتضمن الطرق الشائعة الأخرى لتناول البسكويت استخدام قطعتين لصنع شطيرة مع الزبدة والمربى أو الحليب المكثف بينهما؛ وتغطيتها بشراب ذهبي ؛ أو تفتيتها في الكاسترد والهلام (حلوى الجيلاتين). تعتبر بسكويتات ماري أيضًا مكونًا شائعًا في وصفات الخبز المنزلي.
في إسبانيا ، يتم تقديم كاسترد ناتيلا عادةً مع بسكويت ماريا في الأعلى.

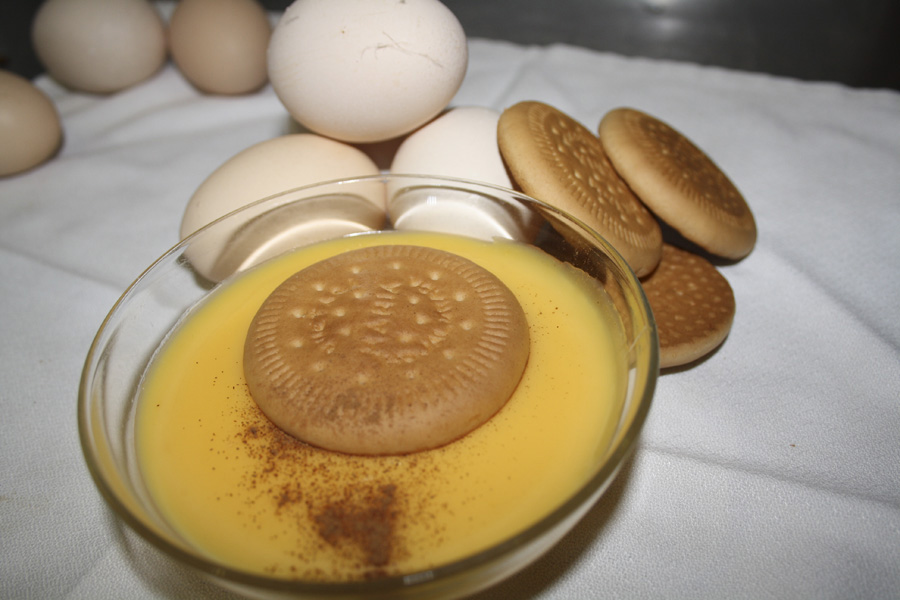
ناتيلا إسبانية، تقدم عادة مع بسكويت ماريا في الأعلى

في أوروغواي ، يتم تقديمها محشوة بالدولسي دي ليتشي ومرشوشة بجوز الهند المبشور. في البرازيل ، يتم نقعها في الحليب ثم تكديسها في طبقات من كريمة الكاسترد بنكهة الشوكولاتة والفانيليا، مع الكريمة المخفوقة والكاجو المطحون في الأعلى لصنع البافيه ، وهي حلوى برازيلية شهيرة. في أيرلندا ، تُعرف البسكويت باسم مارييتا وتصنعها شركة جاكوب . في ماليزيا، يستخدمها الناس بشكل أساسي لصنع كعكة الباتيك . في الهند، يتم تناولها عادة مع الشاي أو بيعها في المخابز بعد تغليفها بالشوكولاتة ولفها بورق الألمنيوم.

## الشركات المصنعة
الشركات المصنعة الدولية الرئيسية (مرتبة في البداية حسب اسم البلد):